# Carne de câine

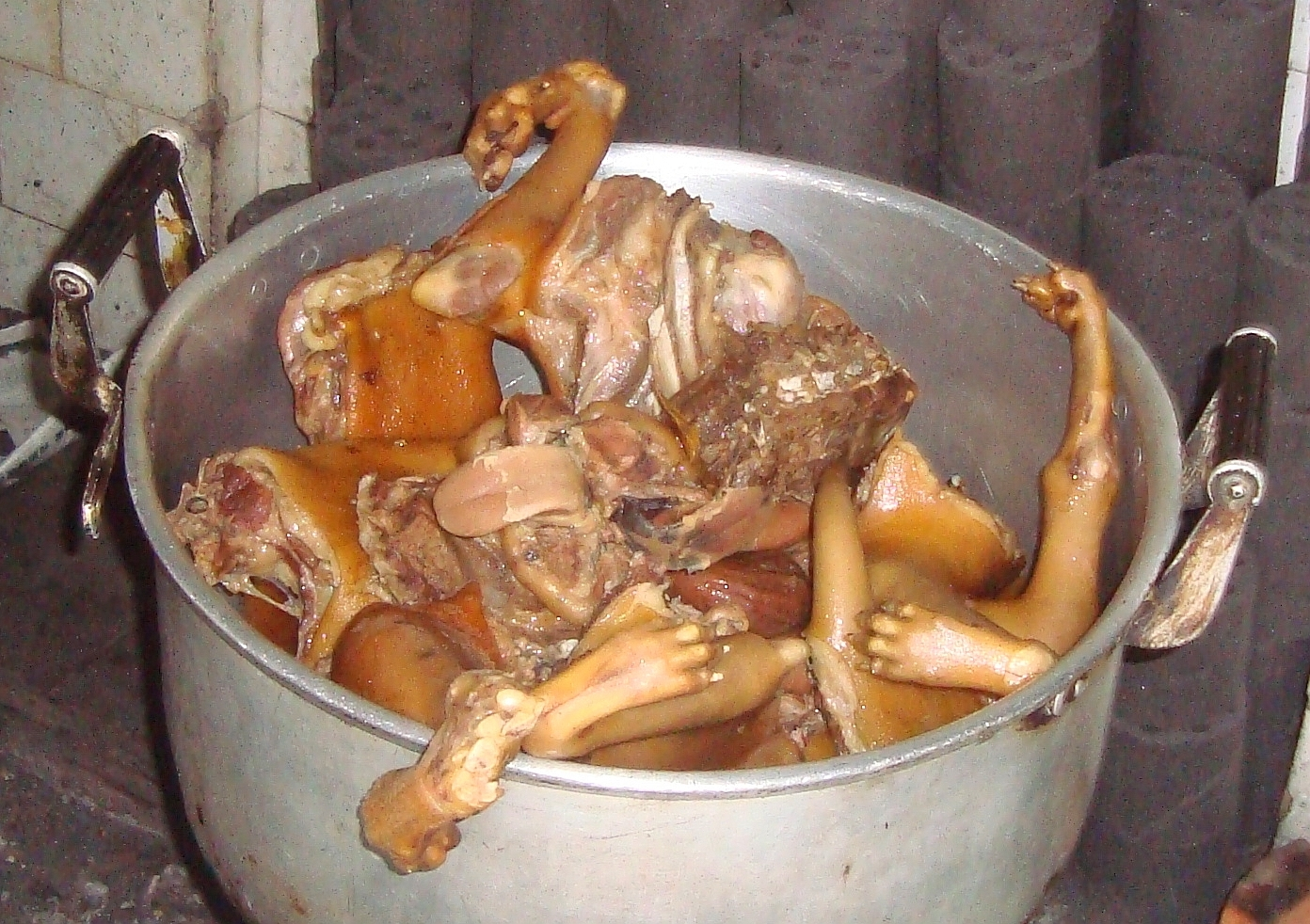
Carne de câine în timpul preparării

Carnea de câine folosită în alimentația umană provine de la unele rase de câini care sunt special crescute și sacrificate în acest scop. În unele culturi, anumite părți ale câinelui sunt folosite ca medicamente. În cele mai multe țări, unde câinele este privit ca animal de companie, această carne este privită ca un aliment tabu. 

## Gastronomie
Bucătării în care se folosește carnea de câine:

### Gastronomia franceză
Până la începutul secolului XX, în Franța carnea de câine era des folosită în alimentație existând multe rețete care includeau această carne și măcelării specializate pe acest sector. 
În prezent acest obicei, aproape a dispărut, existând foarte puține persoane care încă mai servesc acest fel de mâncare tradițional. Legile Franței interzic comercializarea cărnii de câine dar nu consumarea ei. 
Într-un reportaj realizat în 1989 de către X. Malher și B. Denis, arată că în timpul secetelor și foametei francezii consumau în mod frecvent câini și că în colonia franceză Tahiti dispărea jumătate din populația canină datorită uzului cărnii acestui animal în alimentația umană cu ocazia zilei de 14 iulie a fiecărui an, ziua națională a Franței. 
Ainsi Charles Laurent, într-o carte publicată în 1970, scrie că în 1870 existau măcelării care comercializau carne de câine, pisică și șobolan uriaș, iar că în piața din Saint-Honoré, kilogramul de carne de câine costa 2,5 franci.

### Gastronomia chineză

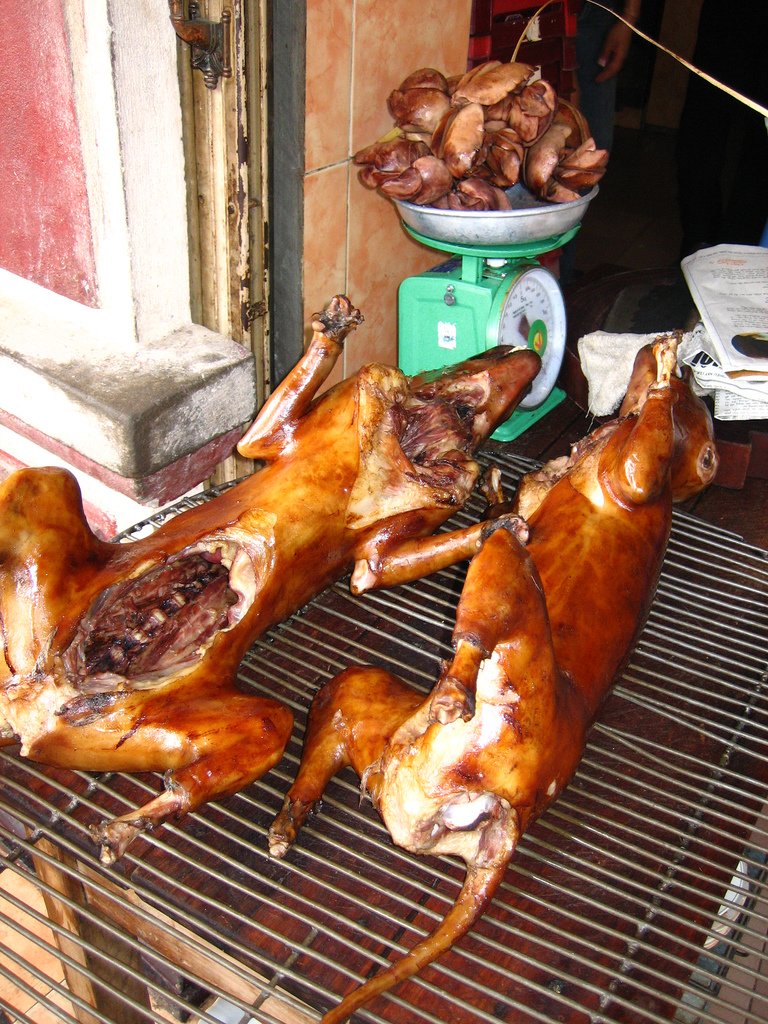
Câine la grătar în Vietnam

China s-a aflat printre primele țări care au domesticit câinii cu obiectivul de a-i folosi ca animale de companie iar carnea lui a devenit ca sursă de hrană în timpul lui Confucius și probabil, după aceasta. Scrierile antice din timpul dinastiei Zhou, se referă frecvent la cele trei dobitoace care erau folosite ca principal aliment al oamenilor din acea epocă, acestea făcând referință la porc, capră și câine. Filozoful chinez Mencius recomanda carnea de câine datorită gustului său delicios. Carnea de câine a fost des consumată în perioadele de foamete prin care a trecut țara datorită conținutului proteic ridicat al cărnii. În actualitate,  carnea de câine este consumată mai ales ca tratament în medicina tradițională chineză, dat fiind faptul că, conform acestei ramuri ale medicinei alternative, aceasta incrementează energia pozitivă din corp (yang) și are rol de reglare a circulației sanguine. Datorită acestor recomandări, chinezii consumă carnea de câine în sezonul rece pentru a-și păstra o temperatură normală a corpului.
În ultimii ani, s-a născut obiceiul de a încrucișa o rasă locală de câine cu câinele St. Bernard, datorită faptului că puii rezultați cresc repede și este o rasă hibridă foarte prolifică. 
Câinii se sacrifică la vârsta cuprinsă între 6 luni și un an, pentru ca să se păstreze frăgezimea cărnii. 
Din cauza prețurilor ridicate ale cărnii de câine, chinezii de clasă medie și joasă își permit cu greutate achiziționarea ei, fiind considerat un sortiment destinat chinezilor mai înstăriți. Zonele unde se consumă cel mai adesea acest tip de carne sunt nord-estul Chinei, precum și în sud sau sud-est.
Peixian, la nord de Jiangsu, este un loc faimos în China datorită tradiționalei tocane cu carne de câine, condimentată cu broască țestoasă. În această provincie se sacrifică 300.000 de capete anual, marea majoritate fiind destinate exportului. 
Din cauza sacrificării dureroase la care sunt supuși câinii (exisă credința că suferința îmbunătățește calitatea cărnii), mulți oameni și asociații pentru protecția animalelor sunt împotriva consumului acestui sortiment de carne. 
În anul 1950, printr-o hotărâre locală, consiliul local din Hong Kong a interzis sacrificarea câinilor în scopuri alimentare. Acest fapt este pedepsit cu amendă sau închisoare.
Pe perioada Jocurilor Olimpice de la Beijing din 2008, Departamentul de Turism local a interzis felurile de mâncare care conțineau carne de câine în meniurile restaurantelor. 

### Gastronomia indoneziană
În Indonezia, țară majoritar musulmană, carnea de câine este consumată doar de grupul etnic minhasa care este creștin. Carnea de câine este dedicată sărbătorilor precum nunți sau bucate de Crăciun. Carnea de câine este interzisă în comunitățile musulmane, fiind considerată haram.

### Gastronomia coreeană
În tradiția gastronomică coreeană carnea de câine a fost ceva obișnuit. În prezent în Coreea de Sud, carnea de câine este furnizată de peste 17 mii de ferme de câini. La începutul secolului al XXI-lea, în mediu în țară erau sacrificați circa 2-2,5 milioane de câini anual. Totuși în prezent tendința consumului cărnii de câine este în descreștere.